# Kaufhaus Esders
Das Kaufhaus Esders war ein 1908 erbautes Kaufhaus in Dresden, das zu seiner Entstehungszeit als eines der modernsten und schönsten Kaufhäuser der Stadt galt. Es stand auf dem Eckgrundstück Prager Straße 2 / Waisenhausstraße, gegenüber dem Residenz-Kaufhaus, und wurde im Februar 1945 zerstört. Seit 1998 befindet sich an dieser Stelle das neue „Kaufhaus Esders“.

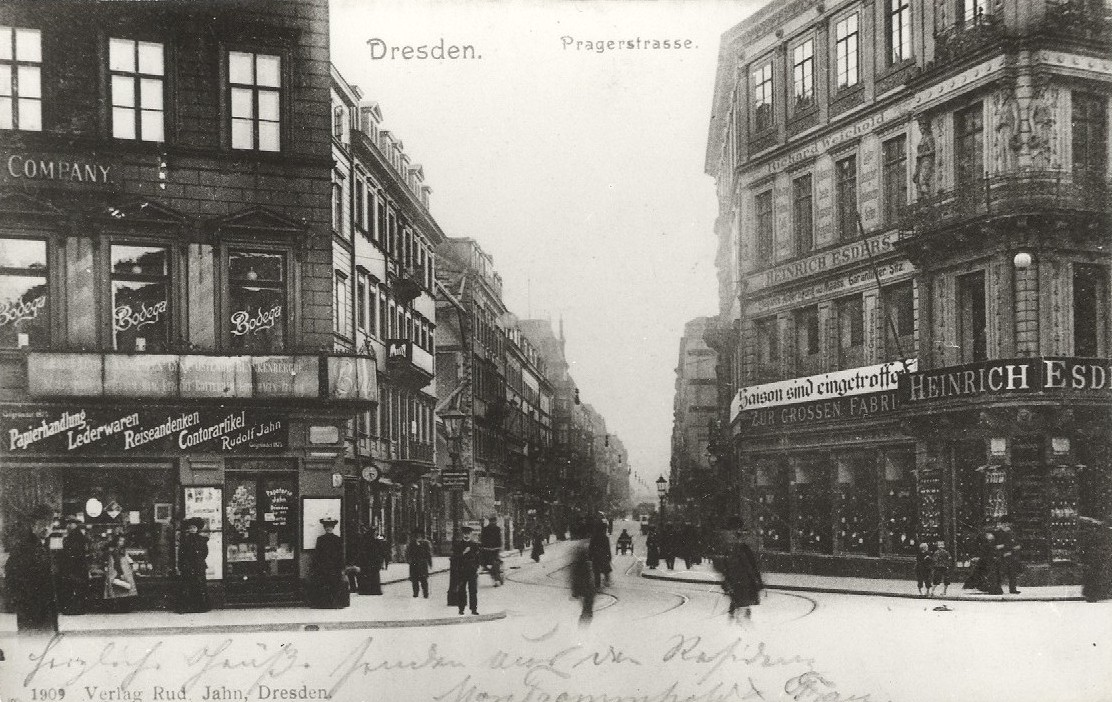
Kaufhaus Esders (rechts) vor dem Umbau 1908

## Geschichte bis 1945
Im Jahre 1894 eröffnete der Einzelhandels-Kaufmann Heinrich Esders ein Konfektions-Geschäft im Parterre und ersten Obergeschoss des Hauses Prager Straße 2, in dem zu dieser Zeit auch die Deutsche Bank eine Filiale betrieb. Das viergeschossige Gebäude selbst war eines der ersten, das an der zwischen 1851 und 1853 angelegten Verbindungsstraße von der Altstadt zum Böhmischen Bahnhof errichtet worden war. Erstmals erschien es 1854 im Adressbuch der Stadt Dresden.
Im Jahr 1908 kam es zu einem kompletten Neubau mit markantem Äußeren. Der Bau erfolgte nach Plänen des Dresdner Architekten Alexander Tandler und war in zweifacher Hinsicht bemerkenswert:
- Zum einen war das Kaufhaus das erste Gebäude in Dresden, bei dem das Material der modernen Eisenbetonkonstruktion auch an den Fassaden gezeigt wurde. Diese waren in Vorsatzbeton ausgeführt, der ornamentale Schmuck wurde durch in die Schalung eingelegte Gips- bzw. Holzmodelle vorgeformt und nach dem Ausschalen steinmetzmäßig nachbearbeitet. Auf diese Weise entstanden zeit- und kostensparend Fassaden, die dennoch mit ihrem ornamentalen Schmuck einen Vergleich mit konventionellen Naturstein-Fassaden nicht zu scheuen brauchten.
- Zum anderen wurde der Geschäftsbetrieb des Kaufhauses Esders während der Bauzeit nicht eingestellt. Dies wurde dadurch ermöglicht, dass man den Neubau trotz seines überschaubaren Umfangs in zwei Bauabschnitten errichtete, wobei der Altbau in Nutzung bleiben konnte, bis der erste Bauabschnitt fertiggestellt und (provisorisch) in Betrieb genommen war.

Trotz der räumlich beengten und durch den fortgeführten Geschäftsbetrieb zusätzlich eingeschränkten Baustelle konnte der Neubau in der kurzen Zeit vom 9. Juni bis zum 12. Dezember 1908 fertiggestellt werden. Im Schnitt entstand ein Geschoss in fünf Arbeitstagen. Um dies zu erreichen, waren die Bauarbeiten in hohem Maße rationalisiert, so wurden Eisenbetonkonstruktion und Ziegelmauerwerk völlig unabhängig voneinander ausgeführt.
Ein weiterer Vorteil der in Vorsatzbeton ausgeführten Fassade zeigte sich 1911, als es im 2. Obergeschoss des Kaufhauses zu einem Brand kam. Die Fassade zeigte danach lediglich eine Verschmutzung durch Ruß, während einige in Sandstein ausgeführte Teile der Hoffassade durch das Feuer irreparabel beschädigt waren und mit relativ hohem Aufwand ersetzt werden mussten.

## Geschichte nach 1945
Wie die gesamte Umgebung wurde auch das Kaufhaus Esders durch die Luftangriffe im Februar 1945 verwüstet. Die Eisenbetonkonstruktion des Gebäudes verhinderte jedoch eine vollständige Zerstörung, die Ruine blieb nach Abschluss der Trümmerberäumung als eines von wenigen Gebäudefragmenten zwischen Ringstraße und Hauptbahnhof erhalten.
Der Abriss der Ruine erfolgte erst 1957 im Zuge der Neugestaltung der Prager Straße, wobei die Fläche selbst eine Brache blieb.
Erst 1997/1998 wurde an dieser Stelle das neue „Kaufhaus Esders“ errichtet, in dem das Unternehmen Foot Locker als Hauptmieter seine erste Dresdner Niederlassung gründete.